# Joanna (chanteuse brésilienne)
Pour les articles homonymes, voir Joanna.
 (décembre 2018).
Si vous disposez d'ouvrages ou d'articles de référence ou si vous connaissez des sites web de qualité traitant du thème abordé ici, merci de compléter l'article en donnant les références utiles à sa vérifiabilité et en les liant à la section « Notes et références ».
Joanna, nom de scène de Maria de Fatima Gomes Nogueira, née à Rio de Janeiro le 27 janvier 1957, est une chanteuse brésilienne.

## Discographie

### Albums
- 1979 : Nascente - RCA Victor
- 1980 : Estrela Guia - RCA Victor
- 1981 : Chama - RCA Victor
- 1982 : Vidamor - RCA Victor
- 1983 : Brilho e paixão - RCA Victor
- 1984 : Joanna - RCA Victor
- 1985 : Joanna - RCA Victor
- 1986 : Joanna - RCA Victor
- 1988 : Joanna - BMG Ariola
- 1989 : Primaveras e verões - BMG Ariola
- 1991 : Joanna - BMG Ariola
- 1993 : Alma, coração e vida - BMG Ariola
- 1994 : Joanna canta Lupicínio - BMG Ariola
- 1995 : Sempre no meu coração - BMG Ariola
- 1997 : Joanna em Samba-Canção - BMG Ariola
- 1998 : Intimidad (in spagnolo) - BMG Ariola
- 1999 : Joanna 20 Anos (live) - BMG Ariola
- 2001 : Eu estou bem - BMG Ariola
- 2002 : Joanna em Oração (live) - Sony Music
- 2003 : Todo Acústico - Sony Music
- 2004 : Joanna 25 anos entre Amigos - Sony Music
- 2006 : Joanna ao vivo em Portugal - Universal Music
- 2007 : Joanna em Pintura Íntima ao vivo- Som Livre
- 2011 : Em Nome de Jesus - Joanna Interpreta Padre Zezinho